# Panserskonnerten Esbern Snare
Esbern Snare blev bygget i England (Thames Ironworks) fra 1861, søsat 1862. Den var søsterskib til Absalon og ankom til Danmark en måned efter denne i 1862. Dens maskineri var på 500 HK. 

## Tekniske data

### Generelt
- Længde: 45,8 m
- Bredde:  8,1 m
- Dybgang: 3,3 m
- Deplacement: 597 ton
- Fart 11,3 knob
- Besætning: 66 i 1864, 50 i 1889
- Pansring: 64 mm smedejern.

### Armering
- Artilleri (1864): 1 styk 60 pund (20,5 cm) glatløbet forladekanon og to styk 18 pund (14 cm) riflede forladekanoner. 1864-78 desuden 4 styk 4 pund haubitser.
- Artilleri (1868): 3 styk 18 pund (14 cm) riflede forladekanoner og 4 styk 4 pund haubitser.
- Artilleri (1877): 2 styk 18 pund (14 cm) riflede forladekanoner og 2 styk 37 mm kanoner.
- Artilleri (1880): 2 styk 87 mm riflede bagladekanoner og 2 styk 37 mm kanoner.
- Artilleri (1885): 2 styk 37 mm kanoner.
- Torpedoer (1877): 1 styk 38 cm stævnrør.
- Torpedoer (1880): 1 styk 38 cm stævnrør og 1 styk 35 cm dæksapparat.

## Tjeneste
- Indgået i 1862. Krigsudrustet 1863-65. Da krigen brød ud i 1864 lå Esbern Snare sammen med skruekorvetten Thor i Egernførde Fjord som støtte for Hærens venstre flanke. Esbern Snare affyrede sine kanoner mod de preussiske tropper og blev dermed Marinens første skib i kamp i 1864. Efter tilbagetoget til Dybbøl lå Esbern Snare i Alssund for at forhindre landgang på Als. Efter krigen anvendt til troppetransport og om vinteren udlånt til Postvæsenet som istransport på Store Bælt. Esbern Snare blev i 1876-77 ombygget til Torpedoskib og derefter benyttet frem til 1902 til uddannelse i betjening af torpedoapparater. Fik sit maskineri udtaget i 1907 og var derefter stationært depotskib og kommandoskib. Solgt i 1923.